# Diócesis de London
La diócesis de London (en latín: Dioecesis Londonen(sis) y en inglés: Roman Catholic Diocese of London, Ontario) es una circunscripción eclesiástica latina de la Iglesia católica en Canadá, sufragánea de la arquidiócesis de Toronto. La diócesis tiene al obispo Ronald Peter Fabbro, C.S.B. como su ordinario desde el 24 de septiembre de 2010.

## Territorio y organización

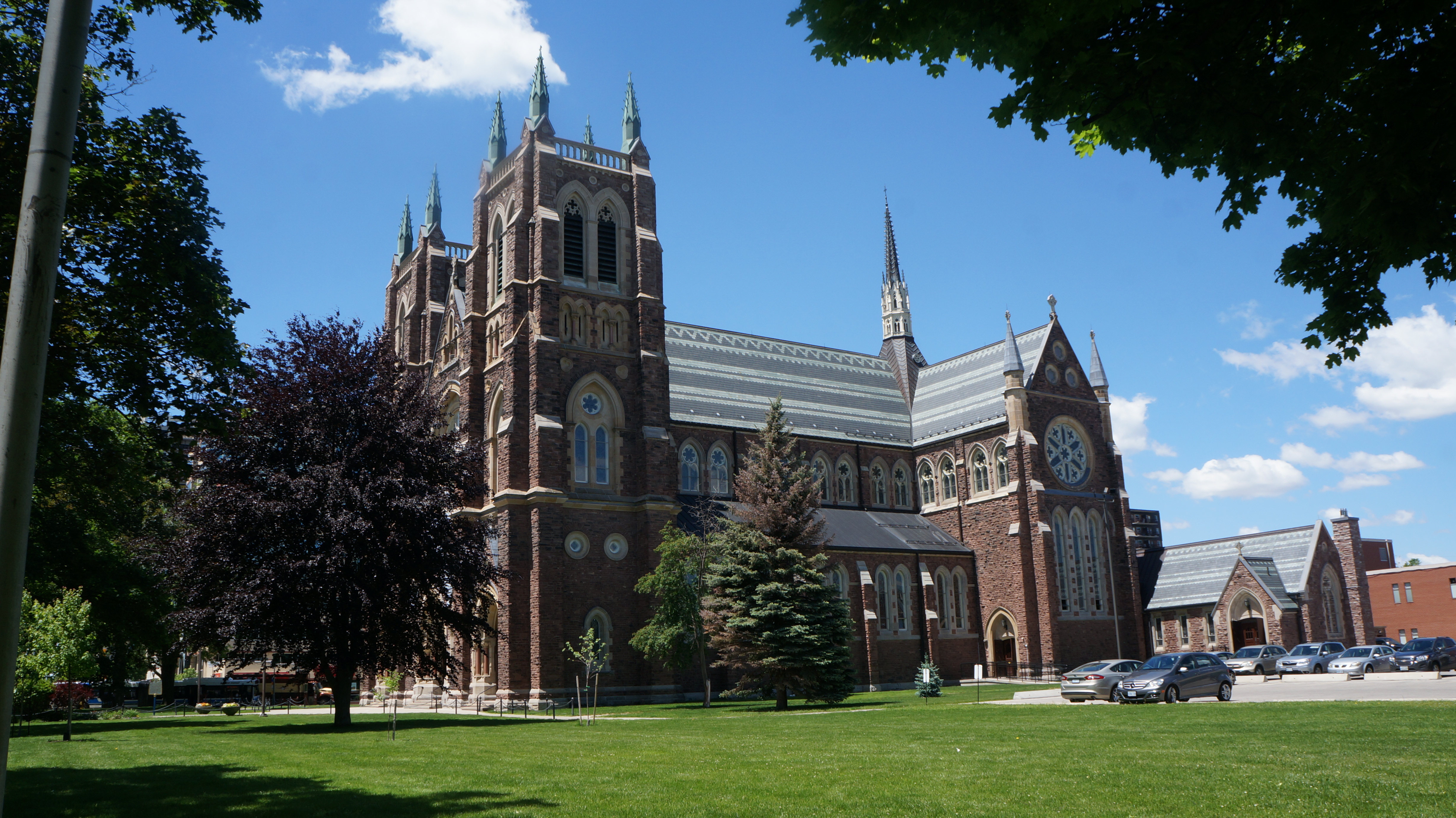
Catedral basílica de San Pedro. London, Ontario

La diócesis tiene 21 349 km² y extiende su jurisdicción sobre los fieles católicos de rito latino residentes en la provincia de Ontario en los siguientes condados: Middlesex, Elgin, Norfolk, Oxford, Perth, Huron, Lambton, Chatham-Kent y Essex.
La sede de la diócesis se encuentra en la ciudad de London, en donde se halla la Catedral basílica de San Pedro.
En 2019 en la diócesis existían 104 parroquias.

## Historia
La diócesis de London fue erigida el 21 de febrero de 1855 con el breve De salute dominici del papa Pío IX, obteniendo el territorio de la diócesis de Toronto (hoy arquidiócesis).
El 2 de febrero de 1859 tomó el nombre de la diócesis de Sandwich, correspondiente a la actual Windsor, que mantuvo hasta el 15 de noviembre de 1869 cuando volvió a su nombre actual.
Originalmente sufragánea de la arquidiócesis de Quebec, el 18 de marzo de 1870 pasó a formar parte de la provincia eclesiástica de la arquidiócesis de Toronto.

## Estadísticas
De acuerdo al Anuario Pontificio 2020 la diócesis tenía a fines de 2019 un total de 859 730 fieles bautizados.
| Año                                                                             | Población            | Población | Población      | Sacerdotes | Sacerdotes    | Sacerdotes    | Bautizados por sacerdote | Diáconos permanentes | Religiosos | Religiosos | Parroquias |
| Año                                                                             | Bautizados católicos | Total     | % de católicos | Total      | Clero secular | Clero regular | Bautizados por sacerdote | Diáconos permanentes | Varones    | Mujeres    | Parroquias |
| ------------------------------------------------------------------------------- | -------------------- | --------- | -------------- | ---------- | ------------- | ------------- | ------------------------ | -------------------- | ---------- | ---------- | ---------- |
| 1950                                                                            | 131 755              | 711 329   | 18.5           | 259        | 187           | 72            | 508                      |                      | 122        | 1096       | 105        |
| 1966                                                                            | 207 164              | 966 291   | 21.4           | 414        | 272           | 142           | 500                      |                      | 167        | 136        | 172        |
| 1970                                                                            | 265 861              | 1 038 345 | 25.6           | 378        | 260           | 118           | 703                      |                      | 193        | 1016       | 144        |
| 1976                                                                            | 298 380              | 1 120 700 | 26.6           | 374        | 240           | 134           | 797                      |                      | 188        | 856        | 144        |
| 1980                                                                            | 318 957              | 1 207 000 | 26.4           | 355        | 238           | 117           | 898                      |                      | 144        | 777        | 144        |
| 1990                                                                            | 369 893              | 1 237 000 | 29.9           | 338        | 240           | 98            | 1094                     |                      | 122        | 555        | 147        |
| 1999                                                                            | 444 727              | 1 389 772 | 32.0           | 288        | 211           | 77            | 1544                     | 2                    | 83         | 473        | 147        |
| 2000                                                                            | 449 174              | 1 403 669 | 32.0           | 281        | 204           | 77            | 1598                     |                      | 82         | 473        | 148        |
| 2001                                                                            | 455 013              | 1 421 916 | 32.0           | 281        | 209           | 72            | 1619                     |                      | 77         | 444        | 148        |
| 2004                                                                            | 622 138              | 1 944 182 | 32.0           | 284        | 214           | 70            | 2190                     | 4                    | 75         | 444        | 146        |
| 2013                                                                            | 802 000              | 2 096 000 | 38.3           | 209        | 152           | 57            | 3837                     | 49                   | 63         | 473        | 107        |
| 2016                                                                            | 829 004              | 2 166 530 | 38.3           | 202        | 149           | 53            | 4103                     | 65                   | 54         | 473        | 104        |
| 2019                                                                            | 859 730              | 2 246 845 | 38.3           | 182        | 129           | 53            | 4723                     | 72                   | 56         | 473        | 104        |
| Fuente: Catholic-Hierarchy, que a su vez toma los datos del Anuario Pontificio. |                      |           |                |            |               |               |                          |                      |            |            |            |

## Episcopologio
- Pierre-Adophe Pinsoneault † (29 de febrero de 1856-4 de octubre de 1866 renunció[4])
- John Walsh † (4 de junio de 1867-25 de julio de 1889 nombrado arzobispo de Toronto)
- Dennis T. O'Connor, C.S.B. † (18 de julio de 1890-7 de enero de 1899 nombrado arzobispo de Toronto)
- Fergus Patrick McEvay † (27 de mayo de 1899-13 de abril de 1908 nombrado arzobispo de Toronto)
- Michael Francis Fallon, O.M.I. † (14 de diciembre de 1909-22 de febrero de 1931 falleció)
- John Thomas Kidd † (3 de julio de 1931-2 de junio de 1950 falleció)
- John Christopher Cody † (2 de junio de 1950-5 de diciembre de 1963 falleció)
- Gerald Emmett Carter † (17 de febrero de 1964-29 de abril de 1978 nombrado arzobispo de Toronto)
- John Michael Sherlock † (7 de julio de 1978-27 de abril de 2002 retirado)
- Ronald Peter Fabbro, C.S.B., desde el 27 de abril de 2002